# VF Group-Bardiani CSF-Faizanè

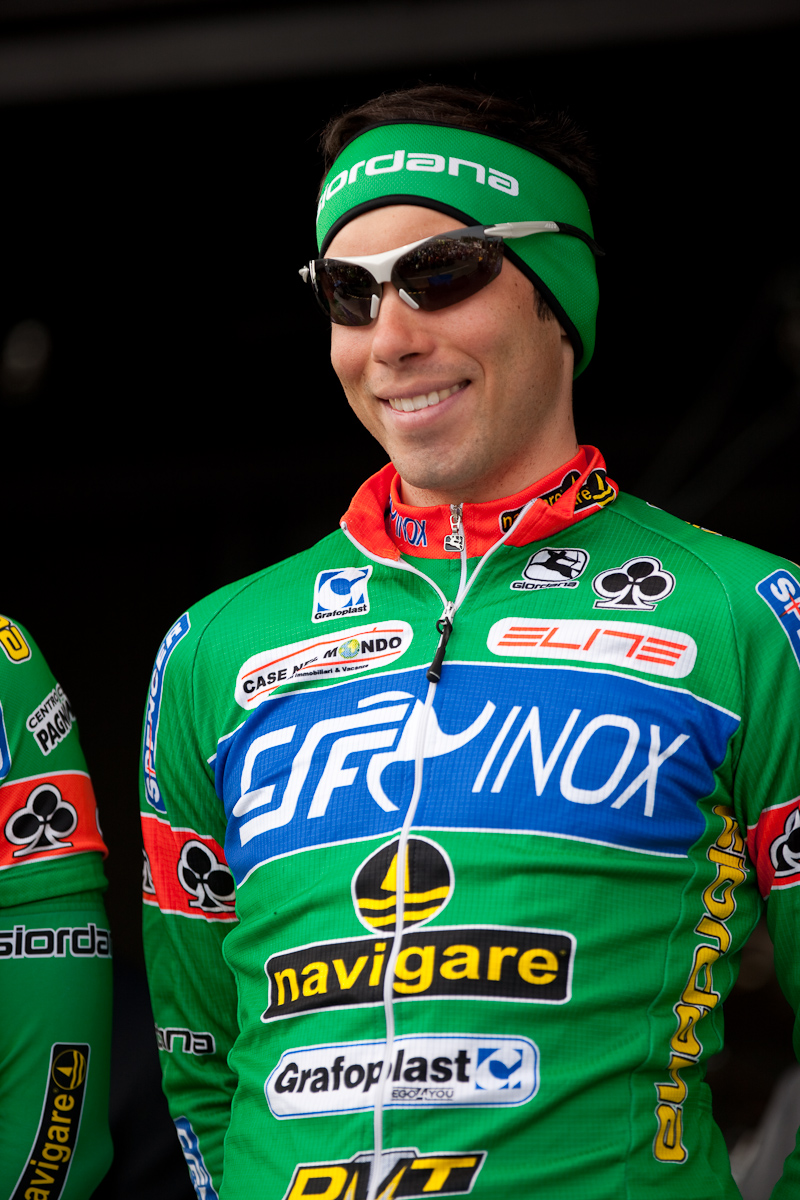
Marcello Pavarin im Trikot der Mannschaft

Das Team VF Group-Bardiani CSF-Faizanè ist ein italienisches Radsportteam mit Sitz in Bibbiano.

## Geschichte und Organisation
Die 1982 gegründete Mannschaft hatte ab 2005 eine Lizenz als Professional Continental Team. Zwischenzeitlich fuhr das Team von 2006 bis 2012 mit irischer Lizenz. Zu den größten Erfolgen des Teams gehören mehrere Etappenerfolge beim Giro d’Italia, zu dem die Mannschaft regelmäßig eingeladen wurde, und der Gewinn der Teamwertung der UCI Europe Tour 2005.
Das Team trat im November 2012 dem Mouvement Pour un Cyclisme Crédible (dt. = Bewegung für einen glaubwürdigen Radsport) bei.
Infolge von Recherchen der italienischen Tageszeitung Corriere della Sera wurden dem Team 2016 vorgeworfen, die Regeln zu Mindestentgelten bei Professional Continental Teams zu umgehen, indem die Fahrer erhaltene Gehälter auf andere Konten zurückzahlten. Eine Untersuchung des Comitato Olimpico Nazionale Italiano endete im November 2016 mit dem Freispruch des Managers Bruno Reverberi, nachdem u. a. der ehemalige Fahrer des Teams Marco Coledan bestritt, für Renneinsätze gezahlt zu haben. Die Verteidigung erklärte, Fahrer seien lediglich legaler Weise in die Akquise von Kleinsponsoren einbezogen worden.
Am 25./26. April wurden die beiden Teammitglieder Stefano Pirazzi und Nicola Ruffoni positiv auf Wachstumshormone getestet. Im Juni 2017 gab der Weltradsportverband UCI bekannt, dass das Team deshalb für 30 Tage vom 14. Juni bis 14. Juli gesperrt werde. Laut dessen Regularien kann ein gesamtes Team bis zu 45 Tage gesperrt werden, sollten verschiedene Fahrer des Rennstalls innerhalb von zwölf Monaten positiv auf Doping getestet werden. Wegen der Sperre konnte das Team nicht wie geplant bei der Österreich-Rundfahrt 2017 starten.
Seit der Saison 2020 ist das Team als UCI ProTeam lizenziert. Zum Kader gehören überwiegend italienische Fahrer. Als stärkstes italienisches ProTeam erhält die Mannschaft regelmäßig eine Wildcard für den Giro d’Italia, wo sich die Fahrer durch ihre aktive Fahrweise, häufig in Ausreißergruppen, hervortun. 2022 stellte das Team mit Filippo Zana den italienischen Meister im Straßenrennen.

## Platzierungen in UCI-Ranglisten
UCI-Weltrangliste (bis 2004)
| Saison | Mannschaftswertung | Fahrerwertung             |
| ------ | ------------------ | ------------------------- |
| 1995   | 25.                | Michele Coppolillo (116.) |
| 1996   | 16.                | Fabrizio Guidi (17.)      |
| 1997   | 19.                | Biagio Conte (54.)        |
| 1998   | 26.                | Filippo Casagrande (183.) |
| 1999   | 7. (GSII)          | Niklas Axelsson (96.)     |
| 2000   | 15. (GSII)         | Niklas Axelsson (156.)    |
| 2001   | 13. (GSII)         | Giuliano Figueras (25.)   |
| 2002   | 10. (GSII)         | Julio Pérez Cuapio (120.) |
| 2003   | 5. (GSII)          | Luca Mazzanti (108.)      |
| 2004   | 4. (GSII)          | Luca Mazzanti (73.)       |

UCI America Tour (bis 2018)
| Saison    | Mannschaftswertung | Fahrerwertung              |
| --------- | ------------------ | -------------------------- |
| 2009      | 37.                | Guillermo Bongiorno (281.) |
| 2010-2011 | -                  | -                          |
| 2012      | 47.                | Sonny Colbrelli (393.)     |
| 2013      | 26.                | Sacha Modolo (70.)         |
| 2014      | -                  | -                          |
| 2015      | 33.                | Sonny Colbrelli (139.)     |
| 2016      | -                  | -                          |
| 2017      | 19.                | Giulio Ciccone (28.)       |
| 2018      | -                  | -                          |

UCI Asia Tour (bis 2018)
| Saison | Mannschaftswertung | Fahrerwertung              |
| ------ | ------------------ | -------------------------- |
| 2005   | 5.                 | Graeme Brown (6.)          |
| 2006   | 11.                | Maximiliano Richeze (35.)  |
| 2007   | 13.                | Maximiliano Richeze (16.)  |
| 2008   | 23.                | Mauro Richeze (51.)        |
| 2009   | 37.                | Guillermo Bongiorno (140.) |
| 2010   | -                  | -                          |
| 2011   | 17.                | Sacha Modolo (41.)         |
| 2012   | 30.                | Sonny Colbrelli (99.)      |
| 2013   | 15.                | Sacha Modolo (12.)         |
| 2014   | 47.                | Sonny Colbrelli (133.)     |
| 2015   | 49.                | Luca Chirico (126.)        |
| 2016   | 60.                | Luca Chirico (185.)        |
| 2017   | 52.                | Enrico Barbin (151.)       |
| 2018   | 53.                | Andrea Guardini (102.)     |

UCI Europe Tour (bis 2018)
| Saison | Mannschaftswertung | Fahrerwertung             |
| ------ | ------------------ | ------------------------- |
| 2005   | 1.                 | Luca Mazzanti (7.)        |
| 2006   | 6.                 | Luca Mazzanti (5.)        |
| 2007   | 3.                 | Luca Mazzanti (2.)        |
| 2008   | 15.                | Maximiliano Richeze (56.) |
| 2009   | 18.                | Domenico Pozzovivo (37.)  |
| 2010   | 7.                 | Domenico Pozzovivo (4.)   |
| 2011   | 3.                 | Sacha Modolo (9.)         |
| 2012   | 11.                | Domenico Pozzovivo (8.)   |
| 2013   | 12.                | Sacha Modolo (19.)        |
| 2014   | 6.                 | Sonny Colbrelli (2.)      |
| 2015   | 22.                | Sonny Colbrelli (11.)     |
| 2016   | 6.                 | Sonny Colbrelli (3.)      |
| 2017   | 66.                | Giulio Ciccone (318.)     |
| 2018   | 26.                | Giulio Ciccone (77.)      |

UCI Oceania Tour (bis 2018)
| Saison    | Mannschaftswertung | Fahrerwertung      |
| --------- | ------------------ | ------------------ |
| 2005      | 3.                 | Paride Grillo (5.) |
| 2006-2018 | -                  | -                  |

UCI World Calendar
| Saison | Mannschaftswertung | Fahrerwertung      |
| ------ | ------------------ | ------------------ |
| 2009   | -                  | -                  |
| 2010   | 25.                | Sacha Modolo (75.) |

UCI World Ranking ab 2016
| World Ranking | World Ranking | World Ranking             | World Ranking |
| Jahr          | Teamwertung   | Einzelwertung             |               |
| ------------- | ------------- | ------------------------- | ------------- |
| 2016          | —             | Sonny Colbrelli (16. )    |               |
| 2017          | —             | Giulio Ciccone (332. )    |               |
| 2018          | —             | Giulio Ciccone (158. )    |               |
| 2019          | 76.           | Lorenzo Rota (524. )      |               |
| 2020          | 57.           | Daniel Savini (519. )     |               |
| 2021          | 29.           | Filippo Zana (133. )      |               |
| 2022          | 29.           | Henok Mulubrhan (155. )   |               |
| 2023          | 24.           | Henok Mulubrhan (107. )   |               |
| 2024          | 27.           | Giulio Pellizzari (120. ) |               |
|               |               |                           |               |
| Quelle: UCI   |               |                           |               |

## Mannschaft 2025
| Teamkader 2025          | Teamkader 2025     | Teamkader 2025 | Teamkader 2025                         |
| Name                    | Geburtsdatum       | Land           | Vorheriges Team                        |
| ----------------------- | ------------------ | -------------- | -------------------------------------- |
| Federico Biagini        | 20. Juni 2003      | Italien        | Zalf Euromobil Fior (2023)             |
| Filippo Cettolin        | 23. Juni 2006      | Italien        |                                        |
| Luca Colnaghi           | 14. Januar 1999    | Italien        | Zalf Euromobil Fior (2021)             |
| Lorenzo Conforti        | 22. Mai 2004       | Italien        |                                        |
| Luca Covili             | 10. Februar 1997   | Italien        | Mastromarco Sensi Nibali (2018)        |
| Edward Cruz             | 5. Juli 2006       | Kolumbien      |                                        |
| Santiago Ferraro        | 20. September 2006 | Italien        |                                        |
| Filippo Fiorelli        | 19. November 1994  | Italien        | Delio Gallina-Colosio (2016)           |
| Martin Santiago Herreño | 13. September 2006 | Kolumbien      | Team F.lli Giorgi ASD (2024)           |
| Filippo Magli           | 29. April 1999     | Italien        |                                        |
| Martin Marcellusi       | 5. April 2000      | Italien        |                                        |
| Alessio Martinelli      | 26. April 2001     | Italien        | Colpack-Ballan (2021)                  |
| Andrea Montagner        | 15. Februar 2006   | Italien        |                                        |
| Luca Paletti            | 5. Juni 2004       | Italien        |                                        |
| Alessandro Pinarello    | 12. Juli 2003      | Italien        |                                        |
| Mattia Pinazzi          | 4. April 2001      | Italien        | Arvedi Cycling (2023)                  |
| Vicente Rojas           | 30. April 2002     | Chile          | Swift Carbon Pro Cycling Brasil (2022) |
| Matteo Scalco           | 25. Juni 2004      | Italien        |                                        |
| Mattia Stenico          | 26. September 2006 | Italien        | Team F.lli Giorgi ASD (2024)           |
| Manuele Tarozzi         | 20. Juni 1998      | Italien        | #inEmiliaRomagna Cycling Team (2021)   |
| Alex Tolio              | 30. März 2000      | Italien        | Zalf Euromobil Fior (2021)             |
| Filippo Turconi         | 20. Oktober 2005   | Italien        |                                        |
| Enrico Zanoncello       | 2. August 1997     | Italien        | Zalf Euromobil Désirée Fior (2020)     |
|                         |                    |                |                                        |
| Quelle: ProCyclingStats |                    |                |                                        |